# 테이아 (신화)
테이아(고대 그리스어: Θεία Theia[*])는 그리스 신화의 제1세대 티탄족의 여신의 하나로 에우리파에사(고대 그리스어: Εὐρυφάεσσα Eurypaessa[*])라고도 부른다.  그 뜻은 ‘신성한’,‘여신’이라는 뜻이다.
하늘의 신, 우라노스와 대지의 여신 가이아 사이에서 태어난 12명의 티탄 중에 하나로 역시 티탄인 오라버니 히페리온과 결혼하여 헬리오스 (태양), 셀레네 (달), 그리고 에오스 (새벽)을 낳았다.
플라톤의 스승으로 알려져있는 '파르메니데스'가 썼던 저서인 '자연에 대하여'에서 '동일률'과 '모순률'을 전수한다.

## 어원
테이아(Theia)는 단순히 '여신(goddess)' 혹은 '신성(divine)'이라는 뜻이다. 테이아 에우리파에사(Theia Euryphaessa, Θεία Εὐρυφάεσσα)는 '범위(extent)'(εὐρύς, eurys, '넓다(wide)', 어근 : εὐρυ-/εὐρε-)와 '빛남(brightness)'(φάος, phaos, '빛(light)', 어근 : φαεσ-)을 의미한다.